# Goodyear (Arizona)
Goodyear es una ciudad ubicada en el condado de Maricopa en el estado estadounidense de Arizona. En el censo de 2010 tenía una población de 65 275 habitantes y una densidad poblacional de 131,6 personas por km².

## Geografía
Goodyear se encuentra ubicada en las coordenadas 33°15′15″N 112°21′59″O / 33.25417, -112.36639. Según la Oficina del Censo de los Estados Unidos, Goodyear tiene una superficie total de 496,03 km², de la cual 495,92 km² corresponden a tierra firme y (0,02%) 0,11 km² es agua.

## Demografía
Según el censo de 2010, había 65.275 personas residiendo en Goodyear. La densidad de población era de 131,6 hab./km². De los 65.275 habitantes, Goodyear estaba compuesto por el 71,89% blancos, el 6,7% eran afroamericanos, el 1,3% eran amerindios, el 4,34% eran asiáticos, el 0,17% eran isleños del Pacífico, el 11,68% eran de otras razas y el 3,93% pertenecían a dos o más razas. Del total de la población el 27,78% eran hispanos o latinos de cualquier raza.

## Educación
El Distrito Escolar de Agua Fria gestiona escuelas preparatorias públicas.